# Journal of Human Nutrition and Dietetics
Journal of Human Nutrition and Dietetics (Журнал о питании человека и диетологии) — рецензируемый научный журнал, посвященный вопросам питания. Основан в 1982 году. Официальный журнал Британской ассоциации диетологов. Согласно Journal Citation Reports, импакт-фактор журнала составляет 3.088. Главный редактор — Симон Лэнгли-Эванс (Университет Ноттингема). Журнал выходит с периодичностью раз в два месяца.